# HTC-Highroad 2011
Questa voce raccoglie le informazioni riguardanti il team HTC-Highroad nelle competizioni ufficiali della stagione 2011.

## Stagione
Avendo licenza da UCI ProTeam, la squadra ebbe diritto di partecipare alle gare dell'UCI World Tour 2011, oltre a quelle dei circuiti continentali UCI. Nell'UCI World Tour il team statunitense ottenne il quarto posto nella classifica finale, unitamente a ventiquattro successi: tra essi spiccano i numerosi primi posti di tappa nei Grandi Giri – sei al Tour de France (cinque dei quali con Mark Cavendish), tre al Giro d'Italia e due alla Vuelta a España – ed il trionfo di Matthew Goss alla Milano-Sanremo. Ai campionati del mondo su strada di Copenaghen, inoltre, Tony Martin e Mark Cavendish conquistarono rispettivamente il titolo a cronometro e quello in linea.

## Organico

### Staff tecnico
GM=Generale Manager, TM=Team Manager, DS=Direttore Sportivo.
|  | Naz.                   | Ruolo | Sportivo         |  |  |  |
|  | ---------------------- | ----- | ---------------- |  |  |  |
|  | Stati Uniti (bandiera) | GM    | Bob Stapleton    |  |  |  |
|  | Stati Uniti (bandiera) | GM    | Bruce Carmedelle |  |  |  |
|  | Germania (bandiera)    | TM    | Rolf Aldag       |  |  |  |
|  | Danimarca (bandiera)   | TM    | Brian Holm       |  |  |  |
|  | Italia (bandiera)      | TM    | Valerio Piva     |  |  |  |
|  | Australia (bandiera)   | DS    | Allan Peiper     |  |  |  |

### Rosa
|  | Naz.                     |  | Sportivo                    | Anno |  |  |
|  | ------------------------ |  | --------------------------- | ---- |  |  |
|  | Svizzera (bandiera)      |  | Michael Albasini            | 1980 |  |  |
|  | Danimarca (bandiera)     |  | Lars Bak                    | 1980 |  |  |
|  | Irlanda (bandiera)       |  | Matthew Brammeier           | 1985 |  |  |
|  | Regno Unito (bandiera)   |  | Mark Cavendish              | 1985 |  |  |
|  | Germania (bandiera)      |  | John Degenkolb              | 1989 |  |  |
|  | Australia (bandiera)     |  | Zakkari Dempster (stagista) | 1987 |  |  |
|  | Austria (bandiera)       |  | Bernhard Eisel              | 1981 |  |  |
|  | Stati Uniti (bandiera)   |  | Caleb Fairly                | 1987 |  |  |
|  | Belgio (bandiera)        |  | Jan Ghyselinck              | 1988 |  |  |
|  | Australia (bandiera)     |  | Matthew Goss                | 1986 |  |  |
|  | Germania (bandiera)      |  | Bert Grabsch                | 1975 |  |  |
|  | Germania (bandiera)      |  | Patrick Gretsch             | 1987 |  |  |
|  | Australia (bandiera)     |  | Leigh Howard                | 1989 |  |  |
|  | Stati Uniti (bandiera)   |  | Craig Lewis                 | 1985 |  |  |
|  | Germania (bandiera)      |  | Tony Martin                 | 1985 |  |  |
|  | Australia (bandiera)     |  | Lachlan Norris (stagista)   | 1987 |  |  |
|  | Stati Uniti (bandiera)   |  | Danny Pate                  | 1979 |  |  |
|  | Italia (bandiera)        |  | Marco Pinotti               | 1976 |  |  |
|  | Rep. Ceca (bandiera)     |  | František Raboň             | 1983 |  |  |
|  | Danimarca (bandiera)     |  | Alex Rasmussen              | 1984 |  |  |
|  | Australia (bandiera)     |  | Mark Renshaw                | 1982 |  |  |
|  | Nuova Zelanda (bandiera) |  | Hayden Roulston             | 1981 |  |  |
|  | Bielorussia (bandiera)   |  | Kanstancin Siŭcoŭ           | 1982 |  |  |
|  | Stati Uniti (bandiera)   |  | Tejay van Garderen          | 1988 |  |  |
|  | Slovacchia (bandiera)    |  | Martin Velits               | 1985 |  |  |
|  | Slovacchia (bandiera)    |  | Peter Velits                | 1985 |  |  |

## Ciclomercato
| Matthew Brammeier           | An Post           |
| John Degenkolb              | Thüringer Energie |
| Caleb Fairly                | Garmin            |
| Danny Pate                  | Garmin            |
| Alex Rasmussen              | Saxo Bank         |
| Gatis Smukulis              | AG2R La Mondiale  |
| Zakkari Dempster (stagista) | Rapha Condor      |
| Lachlan Norris (stagista)   | Drapac            |

| Gert Dockx          | Omega Pharma         |
| André Greipel       | Omega Pharma         |
| Rasmus Guldhammer   | Concordia Forsikring |
| Adam Hansen         | Omega Pharma         |
| Maxime Monfort      | Leopard-Trek         |
| Vicente Reynés      | Omega Pharma         |
| Michael Rogers      | Sky                  |
| Aleksejs Saramotins | Cofidis              |
| Marcel Sieberg      | Omega Pharma         |

## Palmarès

### Corse a tappe
World Tour
- Tour Down Under

1ª tappa (Matthew Goss)
- Parigi-Nizza

3ª tappa (Matthew Goss)
6ª tappa (Tony Martin)
Classifica generale (Tony Martin)
- Volta Ciclista a Catalunya

1ª tappa (Gatis Smukulis)
- Vuelta al País Vasco

6ª tappa (Tony Martin)
- Giro d'Italia

1ª tappa (cronosquadre)
10ª tappa (Mark Cavendish)
12ª tappa (Mark Cavendish)
- Critérium du Dauphiné

2ª tappa (John Degenkolb)
3ª tappa (Tony Martin)
4ª tappa (John Degenkolb)
- Tour de Suisse

9ª tappa (Tony Martin)
- Tour de France

5ª tappa (Mark Cavendish)
7ª tappa (Mark Cavendish)
11ª tappa (Mark Cavendish)
15ª tappa (Mark Cavendish)
20ª tappa (Tony Martin)
21ª tappa (Mark Cavendish)
- Vuelta a España

10ª tappa (Tony Martin)
13ª tappa (Michael Albasini)
- Tour of Beijing

1ª tappa (Tony Martin)
Classifica generale (Tony Martin)
Continental
- Tour of Qatar

4ª tappa (Mark Renshaw)
Classifica generale (Mark Renshaw)
- Tour of Oman

2ª tappa (Matthew Goss)
6ª tappa (Mark Cavendish)
- Volta ao Algarve

2ª tappa (John Degenkolb)
5ª tappa (Tony Martin)
Classifica generale (Tony Martin)
- Driedaagse van West-Vlaanderen

2ª tappa (John Degenkolb)
- Tour of California

8ª tappa (Matthew Goss)
- Bayern Rundfahrt

2ª tappa (John Degenkolb)
3ª tappa (Michael Albasini)
- Ster Elektrotoer

1ª tappa (Patrick Gretsch)
5ª tappa (Leigh Howard)
- Giro d'Austria

7ª tappa (Bert Grabsch)
- Tour of Utah

3ª tappa (Tejay van Garderen)
- USA Pro Cycling Challenge

1ª tappa (Patrick Gretsch)
- Circuit Franco-Belge

1ª tappa (Mark Cavendish)
5ª tappa (Mark Renshaw)
9ª tappa (Mark Cavendish)
- Tour of Southland

2ª tappa (Hayden Roulston)

### Corse in linea
World Tour
- Milano-Sanremo (Matthew Goss)

Continental
- Scheldeprijs (Mark Cavendish)
- Rund um den Finanzplatz Eschborn-Frankfurt (John Degenkolb)
- Grosser Preis des Kantons Aargau (Michael Albasini)
- Philadelphia International Championship (Alex Rasmussen)
- London Surrey Classic (Mark Cavendish)
- Chrono des Nations - Les Herbiers Vendée (Tony Martin)

### Campionati del mondo
Strada
- Cronometro

2011 (Tony Martin)
- In linea

2011 (Mark Cavendish)

### Campionati nazionali
Strada
- Campionati bielorussi

Cronometro (Kanstancin Siŭcoŭ)
- Campionati tedeschi

Cronometro (Bert Grabsch)
- Campionati irlandesi

Cronometro (Matthew Brammeier)
In linea (Matthew Brammeier)
- Campionati lettoni

Cronometro (Gatis Smukulis)
- Campionati neozelandesi

In linea (Hayden Roulston)

## Classifiche UCI

### Calendario mondiale UCI
Individuale
Piazzamenti dei corridori del team HTC-Highroad nella classifica individuale dell'UCI World Tour 2011.
| Pos. | Ciclista           | Punti |
| ---- | ------------------ | ----- |
| 6    | Tony Martin        | 349   |
| 19   | Matthew Goss       | 217   |
| 27   | Mark Cavendish     | 152   |
| 40   | Marco Pinotti      | 110   |
| 78   | Kanstancin Siŭcoŭ  | 58    |
| 82   | Lars Bak           | 54    |
| 91   | Bernhard Eisel     | 44    |
| 116  | John Degenkolb     | 24    |
| 135  | Michael Albasini   | 16    |
| 138  | Peter Velits       | 14    |
| 139  | Alex Rasmussen     | 13    |
| 165  | Gatis Smukulis     | 6     |
| 171  | Leigh Howard       | 5     |
| 174  | Tejay van Garderen | 5     |
| 203  | Mark Renshaw       | 2     |
| 219  | Bert Grabsch       | 1     |
| 228  | František Raboň    | 1     |

Squadra
Nella graduatoria a squadre dell'UCI World Tour il team HTC-Highroad concluse in quarta posizione, totalizzando 886 punti.